# Charaxes galba
Charaxes galba är en fjärilsart som beskrevs av William Lucas Distant 1879. Charaxes galba ingår i släktet Charaxes och familjen praktfjärilar. Inga underarter finns listade i Catalogue of Life.